# 中国大陆高考状元
在中国大陆的普通高等学校招生全国统一考试中，成绩第一名的学生被称之为高考状元。
高考状元一般是指各个省份取得文科或理科成绩第一的学生，但也有时也用于单科或市县第一名。

## 去向
据中国校友会网发布的《2015中国高考状元调查报告》显示，高考状元在学术研究领域成就较高，经商和从政则不是高考状元所长。女性比例高于男性。北京大学和清华大学两校录取的人数为最多，占总数的80%以上。就读专业以工商管理，工学和经济学等门类的热门专业为主。完成本科学业后，大多数选择出国留学攻读硕士、博士学位。从事的也大多是“高薪职业”，多属于各行业白领或金领阶层。

## 科举
相比科举制度，省级的考试是乡试，排名第一的举人为解元，只有经过乡试、会试和殿试三级，在殿试获得第一方可称之为状元。现在的高考状元则只相当于解元。

## 炒作
各地媒体和学校基于各种目的炒作“高考状元”，如知名中学为了自身的招生宣传，地方教育部门为了政绩，策划炒作的商家为了经济利益，媒体追求流量等。
虽然教育部一直严禁炒作“高考状元”等信息，但一些地方仍隐晦宣传。